# 3456 Etiennemarey
3456 Etiennemarey eller 1985 RS2 är en asteroid i huvudbältet som upptäcktes den 5 september 1985 av den belgiske astronomen Henri Debehogne vid La Silla-observatoriet. Den är uppkallad efter fransmannen Étienne-Jules Marey.
Asteroiden har en diameter på ungefär 4 kilometer.